# Acidovorax lacteus
Acidovorax lacteus es una especie de bacteria gramnegativa del género Acidovorax. Fue descrita en el año 2017. Su etimología hace referencia a lácteo. Es aerobia y móvil por flagelo polar. Tiene un tamaño de 0,4-0,6 μm de ancho por 1,2-1,8 μm de largo. Catalasa y oxidasa positivas. Forma colonias lisas, circulares y de color lechoso en agar R2A tras 2 días de incubación. Temperatura de crecimiento entre 15-42 °C, óptima de 25 °C. Tiene un contenido de G+C de 66,8%. Se ha aislado de una floración de la cianobacteria Microcystis en un lago de Corea del Sur. 